# Centrahoma
Centrahoma è una città degli Stati Uniti, situata nello Stato dell'Oklahoma, nella Contea di Coal.